# Miroslav Bedrik
Miroslav Bedrik (18. května 1947 Praha – 5. října 2020 Frankfurt nad Mohanem) byl slovenský rockový kytarista a zpěvák žijící od konce 60. let v Německu.
Jeho rodiče pocházeli z Banské Bystrice, ale před jeho narozením přesídlili do Prahy, teprve v roce 1955 se rodina přestěhovala do Bratislavy. Ve škole tak měl Bedrik se slovenštinou problémy a byl to pro něho vlastně „první cizí jazyk“. Vyučil se chemikem ve Slovnaftu Bratislava.
Roku 1964 se stal kytaristou populární bigbítové kapely The Beatmen, se kterou roku 1966 emigroval do Západního Německa. Roku 1968 se nakrátko vrátil a chvíli působil ve skupině Synkopy 61, ale po invazi vojsk Varšavské smlouvy odešel do emigrace natrvalo.
V Německu hrál pár let ve skupině Larry’s Seven, v níž se seznámil se svou první manželkou, anglickou zpěvačkou Susan Jane. Jejich sňatek trval v letech 1970–1977. Později hrál Bedrik s různými tanečními orchestry, nějakou dobu také vedl kytarovou školu.
Podruhé ženatý byl v letech 1980–1986 s Karin Semmler, s níž měl syna Daniela (1983–2015). Roku 2008 utrpěl mrtvici, po které musel odejít do invalidního důchodu. S nikým na Slovensku nebyl v žádném kontaktu, teprve roku 2012 ho vypátral novinář R. Buček a pořídil s ním rozhovor.
Zemřel ve věku 73 let v nemocnici ve Frankfurtu.